# Nujol
El nujol o aceite de nujol es el nombre comercial de un aceite de parafina ligero, producido por Schering-Plough, utilizado en medicina como laxante ya que actúa como lubricante sobre mucosa digestiva, evita desecación y endurecimiento de las heces facilitando su evacuación. Otra aplicación muy extendida del aceite de nujol es en espectroscopía infrarroja, para la preparación de muestras sólidas ya que como  aceite de parafina, es en gran medida químicamente inerte y presenta un espectro IR relativamente sencillo, con picos principales entre 2950-2800, 1465-1450 y 1380-1370 cm−1. El Nujol es principalmente una mezcla de hidrocarburos saturados de cadena larga, es decir, alcanos con la fórmula CnH(2n + 2).
Para obtener un espectro IR de un sólido, se combina una muestra con nujol para formar una suspensión muy espesa y, usualmente, se deposita entre dos placas de cloruro de potasio o sodio antes de colocarse en el espectrómetro. Para muestras muy reactivas, la capa de nujol puede representar un recubrimiento protector, previniendo la descomposición de la muestra durante la obtención del espectro.